# Naddoddr
Naddoddr (en islandès: Naddoður, feroès: Naddoddur) fou un viking, que procedent de les illes Fèroe, s'atribueix el descobriment d'Islàndia. Al mateix temps és un dels primers pobladors de les Illes Fèroe, al segle IX.
Naddoddr va néixer a Agder, que actualment comprèn les localitats noruegues d'Aust-Agder i Vest-Agder.
Al manuscrit medieval del Landnámabók s'afirma que partí de Noruega cap a les illes Feroe, però es desvià de la seva ruta, arribant fins al litoral d'Islàndia, molt a prop de l'actual Reyðarfjörður. Desembarcà i tot i que buscà assentaments humans no en trobà cap. Anomenà el lloc Snæland (Terra de la neu).
Es creu que és el pare d'Ann Naddoddsdóttir de Shetland. També es creu que fou el primer escandinau a arribar a Amèrica, prop d'un segle i mig abans que el renebot Leif Eriksson.